# Завійський Тарас Михайлович
Тара́с Миха́йлович Заві́йський (нар. 12 квітня 1995, Львів, Україна) — український футболіст, нападник польського клуба «Термаліка Брук-Бет».

## Життєпис
У шестирічному віці батько віддав Тараса на гімнастику. Через два роки майбутній футболіст пішов у школу львівських «Карпат», де був визначений у групу до Миколи Дударенка. З часом перейшов під керівництво до Романа Деркача, за настави якого грав у ДЮФЛУ.
Улітку 2012 року Завійський був зарахований до юнацької команди «Карпат». Після того як воротар юних «зелених левів», що був їх капітаном, залишив команду, капітанська пов'язка перейшла до Тараса. Усього в юнацькій команді Завійський зіграв 21 матч, забив 9 голів. Згодом молодого гравця було запрошено до участі у тренувальних зборах команди в Туреччині. Після першого тренування з основою Микола Костов прокоментував появу гравця у своїй команді:
|  | Тараса Завійського помітив не я, так як у мене не було можливості спостерігати за іграми юніорської команди. Зате мої помічники мали більше відомостей про молодих гравців і сказали, що на Тараса треба звернути увагу — він талановитий футболіст. Звичайно, я дав йому можливість себе проявити. Тепер багато залежатиме й від нього — як він адаптується в нашій команді, як себе покаже на тренуваннях. Я сподіваюся, що в нього все складеться добре. Принаймні, перші враження від його роботи позитивні |

В українській Прем'єр-лізі футболіст провів свій перший виступ 15 березня 2013 року в гостьовому матчі проти запорізького «Металурга» (1:1). Микола Костов випустив молодого нападника на 87 хвилині матчу замість Михайла Кополовця, зробивши Завійського наймолодшим гравцем чемпіонату.
У січні 2015 року Ігор Йовичевич узяв нападника на збори з головною командою.
У вересні 2018 року став гравцем клубу німецької аматорської Гессенліги (5 за рівнем дивізіон) «Бухонія» з Флідена, підписавши контракт до кінця червня 2019 року.
26 липня 2019 року підписав дворічний контракт з «Олімпіком» (Донецьк). Дебютував за нову команду 31 липня 2019 року в програному (0:2) виїзному поєдинку Прем'єр-ліги проти клубу «Дніпро-1».

## Збірна України
Після вдалих виступів у юнацькій лізі був запрошений до юнацької збірної України. Загалом зі збірною провів сім зборів. У січні 2013 року у складі жовто-синіх брав участь у турнірі пам'яті Валентина Гранаткіна в Санкт-Петербурзі, де українці під орудою Олександра Петракова стали бронзовими призерами. У 2011 році зіграв одну гру за юнацьку збірну України до 19 років.